# Tannenhof (Gampelen)
Der Tannenhof in Gampelen in der Schweiz ist eine Heim- und Wiedereingliederungsstätte, welche Frauen und Männer mit psychischen und sozialen Problemen verschiedener Art beherbergt. In der Anlage wohnen und arbeiten bis zu 87 Personen.

## Geschichte
Der bernischen Schutzaufsichtsverein für entlassene Zöglinge überlegte in den Jahren 1885 bis 1889, wie man am besten für entlassene, stellenlose Sträflinge sorgen könne. Es wurde zu diesem Zweck ein Komitee gegründet. Dieses kam zu dem Schluss, für diese Männer als Zwischenstation ein Heim zu errichten. Somit wurde der Tannenhof 1889 als Arbeiterheim für sozial Entwurzelte eingerichtet. Er besass mit Le Vallon einen Ableger in Lignières. Dieser ehemalige Ableger ist seit 2001 ein Ferienhaus.
Der Trägerverein des Arbeiterheimes Tannenhof wurde 1889 gegründet. Nachdem das landwirtschaftliche Gut erworben war und ein Heimleiter angestellt worden war, wurden die ersten Strafentlassenen und Arbeitslosen aufgenommen. Anfänglich war die Zukunft des Tannenhofs nicht gesichert, es waren turbulente Zeiten. Erst später etablierte sich die Einrichtung. Sie musste sich jedoch immer wieder den wechselnden Bedürfnissen anpassen. 1986 wurde der Verein in die Stiftung Tannenhof umgewandelt. Von 1995 bis 1999 wurden wesentliche Neu- und Umbauten realisiert.

## Auftrag und Leitbild
Im Tannenhof werden vor allem Menschen betreut, die kein selbständiges Leben mehr führen können und eine Alltagsstruktur brauchen. Ziel ist primär eine geregelte Alltagsbewältigung und sekundär eine der jeweiligen Situation angepasste Wiedereingliederung. 

## Trägerschaft
Die Stiftung Tannenhof ist im Sinne von Art. 80ff. ZGB Rechtsnachfolgerin des am 3. April 1889 gegründeten gleichnamigen Vereins und setzt das damals ins Leben gerufene Werk fort.

## Zweck
Die Stiftung soll sozial entwurzelten und betreuungsbedürftigen erwachsenen Frauen und Männern ein Zuhause mit sozialpädagogisch ausgerichteter Lebens- und Alltagsgestaltung bieten. Zur Erreichung des Zweckes bewirtschaftet die Stiftung einen dazugehörenden Landwirtschaftsbetrieb und diverse geschützte Werkstätten nach sozialen, ökologischen und betriebswirtschaftlichen Grundsätzen.

## Veranstaltungen
Die Stiftung veranstaltet im Tannenhof Fachtagungen, auch in Zusammenarbeit mit AvenirSocial.